# ويست بوتشيل
ويست بوتشيل (بالإنجليزية: West Buechel, Kentucky)‏ هي مدينة تقع في مقاطعة جيفيرسون بولاية كنتاكي في وسط جنوب شرق الولايات المتحدة. تبلغ مساحة هذه المدينة 1.7 (كم²)، وترتفع عن سطح البحر 146 م، بلغ عدد سكانها 1301 نسمة في عام 2000 حسب إحصاء مكتب تعداد الولايات المتحدة وتصل الكثافة السكانية فيها 773.2 نسمة/كم2.

## التركيبة السكانية
حدّد مكتب تعداد الولايات المتحدة بيانات التركيبة السكانية لويست بوتشيل في تعداد الولايات المتحدة. في ما يلي، التركيبة السكانية حسب تعدادي 2000 و2010.

### تعداد عام 2000
بلغ عدد سكان ويست بوتشيل 1,301 نسمة بحسب تعداد عام 2000، وبلغ عدد الأسر 554 أسرة وعدد العائلات 336 عائلة مقيمة في المدينة. في حين سجلت الكثافة السكانية 774.4 نسمة لكل كيلومتر مربع (2,005.7/ميل2). وبلغ عدد الوحدات السكنية 583 وحدة بمتوسط كثافة قدره 347 لكل كيلومتر مربع (898.7/ميل2).
وتوزع التركيب العرقي للمدينة بنسبة 61.26% من البيض و25.98% من الأمريكيين الأفارقة و7.15% من الأمريكيين ذوي الأصول الآسيوية و0.08% من سكان جزر المحيط الهادئ و3.23% من الأعراق الأخرى و2.31% من عرقين مختلطين أو أكثر و7.23% من الهسبانيون أو اللاتينيون من أي عرق.
بلغ عدد الأسر 554 أسرة كانت نسبة 33.4% منها لديها أطفال تحت سن الثامنة عشر تعيش معهم، وبلغت نسبة الأزواج القاطنين مع بعضهم البعض 41% من أصل المجموع الكلي للأسر، ونسبة 14.3% من الأسر كان لديها معيلات من الإناث دون وجود شريك،  بينما كانت نسبة 5.4% من الأسر لديها معيلون من الذكور دون وجود شريكة وكانت نسبة 39.4% من غير العائلات. تألفت نسبة 29.6% من أصل جميع الأسر من عدة أفراد يعيشون في نفس المنزل ونسبة 6.3% كانت تتألف من شخص يعيش بمفرده يبلغ من العمر 65 عاماً أو أكثر. وبلغ متوسط حجم الأسرة المعيشية 2.35، أما متوسط حجم العائلات فبلغ 2.95.
بلغ العمر الوسطي للسكان 30.0 عاماً. وكانت نسبة 21.7% من القاطنين تحت سن الثامنة عشر، وكانت نسبة 15.4% بين الثامنة عشر والرابعة والعشرين عاماً، ونسبة 37.8% كانت واقعةً في الفئة العمرية ما بين الخامسة والعشرين والرابعة والأربعين عاماً، ونسبة 17.6% كانت ما بين الخامسة والأربعين والرابعة والستين، ونسبة 7.5% كانت ضمن فئة الخامسة والستين عاماً فما فوق. يوجد لكل 100 أنثى 97.1 ذكر، ويوجد لكل 100 أنثى في الثامنة عشر من عمرها فما فوق 95.6 ذكر.
بلغ متوسط دخل الأسرة في المدينة 33,750 دولارًا، أما متوسط دخل العائلة فبلغ 35,588 دولارًا. وكان متوسط دخل الذكور 22,400 دولارًا مقابل 21,563 دولارًا للإناث. وسجل دخل الفرد الخاص بالمدينة 16,562 دولارًا. وكانت نسبة 14.7% من العائلات ونسبة 15.8% من السكان تحت خط الفقر، وكان من هؤلاء نسبة 22.5% تحت سن الثامنة عشر ونسبة 12.6% في الخامسة والستين من العمر وما فوق.

### تعداد عام 2010
بلغ عدد سكان ويست بوتشيل 1,230 نسمة بحسب تعداد عام 2010، وبلغ عدد الأسر 552 أسرة وعدد العائلات 300 عائلة مقيمة في المدينة. في حين سجلت الكثافة السكانية 732.1 نسمة لكل كيلومتر مربع (1,896.1/ميل2). وبلغ عدد الوحدات السكنية 589 وحدة بمتوسط كثافة قدره 350.6 لكل كيلومتر مربع (908.0/ميل2).
وتوزع التركيب العرقي للمدينة بنسبة 50.33% من البيض و38.13% من الأمريكيين الأفارقة و0.65% من الأمريكيين الأصليين و1.63% من الأمريكيين ذوي الأصول الآسيوية و3.98% من الأعراق الأخرى و5.28% من عرقين مختلطين أو أكثر و11.63% من الهسبانيون أو اللاتينيون من أي عرق.
بلغ عدد الأسر 552 أسرة كانت نسبة 33.2% منها لديها أطفال تحت سن الثامنة عشر تعيش معهم، وبلغت نسبة الأزواج القاطنين مع بعضهم البعض 28.4% من أصل المجموع الكلي للأسر، ونسبة 17.9% من الأسر كان لديها معيلات من الإناث دون وجود شريك،  بينما كانت نسبة 8% من الأسر لديها معيلون من الذكور دون وجود شريكة وكانت نسبة 45.7% من غير العائلات. تألفت نسبة 38% من أصل جميع الأسر من عدة أفراد يعيشون في نفس المنزل ونسبة 4.9% كانت تتألف من شخص يعيش بمفرده يبلغ من العمر 65 عاماً أو أكثر. وبلغ متوسط حجم الأسرة المعيشية 2.23، أما متوسط حجم العائلات فبلغ 2.95.
بلغ العمر الوسطي للسكان 30.0 عاماً. وكانت نسبة 25.9% من القاطنين تحت سن الثامنة عشر، وكانت نسبة 12.6% بين الثامنة عشر والرابعة والعشرين عاماً، ونسبة 35.2% كانت واقعةً في الفئة العمرية ما بين الخامسة والعشرين والرابعة والأربعين عاماً، ونسبة 20.4% كانت ما بين الخامسة والأربعين والرابعة والستين، ونسبة 5.9% كانت ضمن فئة الخامسة والستين عاماً فما فوق. وتوزع التركيب الجنسي للسكان بنسبة 50.2% ذكور و49.8% إناث.

## وصلات خارجية
- The US50 - Cities and Towns in Kentucky State